# Filhanteringsprogram

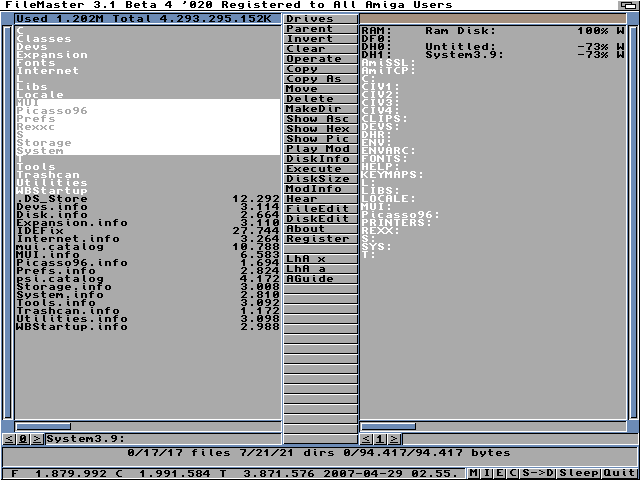
Filhanteraren Filemaster med tvåpanelsvy.

En filhanterare är ett datorprogram avsett att förenkla arbetandet med filer och brukar åtminstone klara av att flytta, kopiera och radera filer.
Textbaserade filhanterare:
- Midnight Commander (Unixliknande, Windows)
- Norton Commander (MS-DOS, Windows)

Grafiska filhanterare:
- Directory Opus (AmigaOS, Windows)
- Filhanteraren (Windows 3.0)
- Finder (MacOS)
- GEM (TOS, MS-DOS)
- Gentoo (Linux)
  - Ej att förväxla med Linux-distributionen Gentoo Linux.
- Konqueror (Unixliknande/KDE)
- Nautilus (Unixliknande/GNOME)
- ROX-Filer (Linux)
- Total Commander fd. Windows Commander (Windows)
- Utforskaren (Windows 95 och uppåt)
- Workbench (AmigaOS)
- xffm (Linux)

Grafiska 3D-filhanterare:
- fsv (http://fsv.sourceforge.net/) (Linux)
- FNS (http://www.sgi.com/fun/freeware/3d_navigator.html) (IRIX)
  - Användes i en scen i filmen Jurassic Park från år 1994.